# Little Qualicum Falls Provincial Park
Little Qualicum Falls Provincial Park är en park i Kanada.   Den ligger i provinsen British Columbia, i den sydvästra delen av landet, 3 600 km väster om huvudstaden Ottawa. Little Qualicum Falls Provincial Park ligger 150 meter över havet. Arean är 440 kvadratkilometer.
Terrängen runt Little Qualicum Falls Provincial Park är varierad.Närmaste större samhälle är Qualicum Beach, 8,5 km öster om Little Qualicum Falls Provincial Park.
I omgivningarna runt Little Qualicum Falls Provincial Park växer i huvudsak blandskog. Runt Little Qualicum Falls Provincial Park är det glesbefolkat, med 20 invånare per kvadratkilometer.